# فهرست فیلم‌های ترسناک ۲۰۱۹
این فهرستی از فیلم‌های ترسناک است که در سال ۲۰۱۹ منتشر شده‌اند.

## فهرست
| نام فیلم                             | کارگردان                     | بازیگران                                                      | کشور                         | منبع        |
| ------------------------------------ | ---------------------------- | ------------------------------------------------------------- | ---------------------------- | ----------- |
| 3 from Hell                          | راب زامبی                    | شری مون زامبی، سید هیگ، بیل مسلی                              | ایالات متحده                 | [ ۱ ]       |
| ۴۷ متر پایین: آزاد شده               | یوهانس روبرتز                | سوفی نیلیس، کورین فاکس، برایان تیو، سیستین استالونه           | ایالات متحده انگلستان        | [ ۲ ]       |
| آنابل به خانه می‌آید                  | گری دابرمن                   | مکینا گریس، مدیسون آیسمن، کتی ساریفه                          | ایالات متحده                 | [ ۳ ]       |
| کریسمس سیاه                          | سوفیا تاکال                  | ایموجن پوتس، لیلی دانوگه، الیس شانون، بریتانی اوگریدی         | ایالات متحده                 | [ ۴ ]       |
| Bliss                                | جو بیگوس                     | مدیسون بورگ، ترو کالینز، جرمی گاردنر                          | ایالات متحده                 | [ ۵ ] [ ۶ ] |
| برایت‌برن                             | دیوید یارووسکی               | الیزابت بنکس، دیوید دنمان، جکسون دان                          | ایالات متحده                 | [ ۷ ]       |
| بازی بچگانه                          | لارس کلوبرگ                  | آبری پلازا، گابریل بیتمن، برایان تایری هنری                   | ایالات متحده                 | [ ۸ ]       |
| رنگ خارج از فضا                      | ریچارد استنلی                | نیکلاس کیج، جولی ریچاردسون، مادلین آرتور                      | ایالات متحده                 | [ ۹ ]       |
| شمارش معکوس                          | جاستین دس                    | الیزابت لیل، جوردن کالووی، تالیثا بیتمن                       | ایالات متحده                 | [ ۱۰ ]      |
| خزش                                  | الکساندر آجا                 | کایا اسکودلاریو، بری پپر                                      | ایالات متحده                 | [ ۱۱ ]      |
| نفرین لیورونا                        | مایکل چاوز                   | لیندا کاردلیانی، رومن کریستو، جینی-لین کینچن                  | ایالات متحده                 | [ ۱۲ ]      |
| دنیل واقعی نیست                      | آدام ایچیپت مورتیمر          | پاتریک شوارتزنگر، مایلز رابینز، ساشا لین                      | ایالات متحده                 | [ ۱۳ ]      |
| دکتر اسلیپ                           | مایک فلانگان                 | ایوان مک‌گرگور، ربکا فرگوسن، کیلیگ کوران                       | ایالات متحده                 | [ ۱۴ ]      |
| Don't Let Go                         | جیکوب آرون استس              | دیوید اویلوو، استورم رید، بایرون من                           | ایالات متحده                 | [ ۱۵ ]      |
| پرنده زلزله                          | واش وست‌مورلند                | آلیسیا ویکاندر، رایلی کیئو، نائوکی کوبایاشی                   | ایالات متحده                 | [ ۱۶ ]      |
| ایلای                                | سیارن فوی                    | چارلی شاتول، سیدی سینک، لیلی تیلور                            | ایالات متحده                 | [ ۱۷ ]      |
| اتاق فرار                            | آدام روبیتل                  | لوگان میلر، دبورا آن ول، تیلور راسل                           | ایالات متحده                 | [ ۱۸ ]      |
| روز مرگت مبارک ۲                     | کریستوفر لندون               | جسیکا راث، ایزرائیل بروسارد                                   | ایالات متحده                 | [ ۱۹ ]      |
| Harpoon                              | راب گرانت                    | مونرو چمبرز، امیلی تایرا، کریستوفر ام گری                     | کانادا                       | [ ۲۰ ]      |
| تسخیر                                | اسکات بک، برایان وودز        | کیتی استیونس، ویل بریتین، لورین مک کلین                       | ایالات متحده                 | [ ۲۱ ]      |
| حفره‌ای در زمین                       | لی کرونین                    | سینا کرسلیک، جیمز کازمو، سیمون کربی                           | بلژیک فنلاند ایرلند انگلستان | [ ۲۲ ]      |
| در چمن‌زار بلند                       | وینچنزو ناتالی               | لیسلا د اولیویرا، آوری وایت، ویل بوئی جونیور. , پاتریک ویلسون | کانادا                       | [ ۲۳ ]      |
| مزاحم                                | دیون تیلور                   | مایکل ایلی، مگان گود، جوزف سیکورا                             | ایالات متحده                 | [ ۲۴ ]      |
| Impetigore                           | جوکو انور                    |                                                               | اندونزی                      | [ ۲۵ ]      |
| آن: بخش دوم                          | اندی موسکیتی                 | جسیکا چستین، جیمز مک‌آووی، بیل هیدر                            | ایالات متحده                 | [ ۲۶ ]      |
| Killer Sofa                          | برنی رائو                    |                                                               | نیوزلند                      |             |
| فانوس دریایی                         | رابرت اگرز                   | ویلم دفو، رابرت پتینسون                                       | ایالات متحده                 | [ ۲۷ ]      |
| ما                                   | تیت تیلور                    | اکتاویا اسپنسر، جولیت لوئیس، دایانا سیلورز                    | ایالات متحده                 | [ ۲۸ ]      |
| Mary                                 | مایکل گوی                    | گری اولدمن، امیلی مورتیمر، مانوئل گارسیا-رولفو، استفانی اسکات | ایالات متحده                 | [ ۲۹ ]      |
| میدسامر                              | آری استر                     | فلورنس پیو، جک رینور، ویلیام جکسون هارپر                      | ایالات متحده سوئد            | [ ۳۰ ]      |
| The Perfection                       | ریچارد شپرد                  | الیسون ویلیامز، لوگان براونینگ، استیون وبر                    | ایالات متحده                 | [ ۳۱ ]      |
| غبرستان حیوانات خانگی                | کوین کولش، دنیس ویدمیر       | جیسون کلارک، ایمی سایمتز، جان لیسگو                           | ایالات متحده                 | [ ۳۲ ]      |
| The Prodigy                          | نیکلاس مک‌کارتی               | تیلور شیلینگ، جکسون رابرت اسکات، کلم فیور                     | ایالات متحده                 | [ ۳۳ ]      |
| آماده باشی یا نه                     | مت بتینلی-اولپین، تایلر ژیلت | سامارا ویوینگ، آدام برودی، مارک اوبراین                       | ایالات متحده                 | [ ۳۴ ]      |
| The Russian Bride                    | مایکل اس اوجدا               | کوربین برنسن، اوکسانا اورلان ،کریستینا پیمنووا                | ایالات متحده                 | [ ۳۵ ]      |
| قدیسه ماد                            | گلس رز                       | مورفید کلارک، جنیفر ایلی                                      | انگلستان                     | [ ۳۶ ]      |
| داستان‌های ترسناک برای گفتن در تاریکی | آندره اووردال                | زویی کولتی، مایکل گارزا، گابریل راش                           | ایالات متحده کانادا          | [ ۳۷ ]      |
| Silver Stars on Red Velvet           | آر جی کوسیک                  | مکس کافل، لورا شارلوت، مایکل لاکوتا دیلون                     | ایالات متحده                 | [ ۳۸ ]      |
| Sweetheart                           | جی دی دلارد                  | کرسی کلمونس، اموری کوئن، هانا مانگان لاورنس                   | ایالات متحده                 | [ ۳۹ ]      |
| ما                                   | جردن پیل                     | لوپیتا نیونگو، وینستون دوک                                    | ایالات متحده                 | [ ۴۰ ]      |
| اره چرخی مخملی                       | دن گیلروی                    | جیک جیلنهال، رنه روسو                                         | ایالات متحده                 | [ ۴۱ ]      |
| زخم‌ها                                | بابک انوری                   | آرمی همر، داکوتا جانسون، زازی بیتز                            | ایالات متحده انگلستان        | [ ۴۲ ]      |